# Velikogorička skupina
Velikogorička skupina je jedna od četiri regionalne kulturne skupine kulture polja sa žarama na današnjem hrvatskom tlu (Turopolje, srednja Posavina, Pokuplje i Hrvatsko zagorje). U europskoj prapovijesti, kultura polja sa žarama postigla je najveći doseg u obradbi bronce. Prema stilskim varijacijama osnovnih tipova keramičkih i metalnih proizvoda moguće je izdvojiti više regionalnih kulturnih skupina koje su postale osnova za uspostavu etničke strukture stanovništva starijega željeznog doba. Na području današnjega grada Velike Gorice i bliže okolice pronađeni su arheološki ostatci iz prapovijesti (kultura grobnih polja sa žarama). Nastaje na prijelazu u posljednje prapovijesno tisućljeće.